# Датско-шведская война (1643—1645)
Торстенссонская война (швед. Torstensons krig) или Ганнибалова война (норв. Hannibalsfeiden) — война между Данией и Швецией, названная каждой из сторон в честь своих полководцев, соответственно Леннарта Торстенсона и Ганнибала Сехестеда. Война была частью Тридцатилетней войны. Завершилась победой Швеции и подписанием мира в Брёмсебру 13 августа 1645 года. Дания должна была сделать огромные территориальные уступки и освободить Швецию от уплаты Зундской пошлины, фактически признав конец датского господства в Балтийском море. В последующем датские реваншистские усилия вылились в участии страны в Северной войне (1655—1660), войне за Сконе и Великой Северной войне.

## Предпосылки
Ко времени начала войны Швеция достигла серьезных успехов в Тридцатилетней войне, разгромив имперские войска в Германии и добившись важных побед под командованием Густава Адольфа и, после его смерти, графа Оксеншерны, лорд-канцлера Швеции. При этом Швеция постоянно угрожала Датско-норвежской унии, земли которой окружали владения Швеции с юга в (Блекинге, Сконе и Халланде), с запада в (Бохуслёне) и северо-запада (Емтланде). Во время войны датчане повысили зундскую пошлину, что стало важным фактором роста шведско-датской неприязни и одной из причин войны.
Весной 1643 года шведский Тайный совет определил, что военная мощь Швеции позволяет сделать территориальные приращения за счет Дании. Граф Оксеншерна составил план войны и организовал в мае неожиданное нападение на Данию.

## Начало
Шведский фельдмаршал Леннарт Торстенссон получил приказ прекратить боевые действия в Моравии и выступить во главе армии против Дании. 9 сентября 1643 года он снял осаду Брно, 12 декабря передислоцировал свои войска из Моравии в датский Гольштейн, и к концу января 1644 года полуостров Ютландия перешел под контроль Торстенссона. В феврале 1644 года шведский генерал Густав Горн заняли большую часть тогдашних датских провинций Халланд и Сконе, за исключением датской крепости Мальмё.

## Реакция

### Дания
Дания была застигнута врасплох и плохо подготовлена к нападению, но король Кристиан IV сохранил присутствие духа. Он смог вселить уверенность в флот, который 1 июля 1644 года одержал победу в сражении в Кильском заливе, но потерпел решающее поражение в битве у Фемарна 13 октября 1644 года против голландско-шведского флота.
Кроме того, датский король рассчитывал на помощь Норвегии, чтобы уменьшить давление на датские провинции за счет нападений на шведские территории вдоль норвежско-шведской границы.

### Норвегия
Норвегия, которой правил зять Кристиана, генерал-губернатор Ганнибал Сехестед, не торопилась активизировать боевые действия. Норвежский народ выступал против нападения на Швецию, опасаясь, что оно вызовет против себя всю мощь шведской армии. В норвежских общественных кругах войну стали насмешливо называть «Ганнибаловой», проводя нелицеприятные для Сехестеда параллели с легендарным полководцем античности Ганнибалом. Датчан мало заботило норвежское общественное мнение. В этих условиях реальные действия против Швеции предпринял только Эббе Ульфельдт, возглавивший нападение на шведские территории из норвежского Емтланда. Ульфельдт был отброшен из Швеции, и шведские войска временно оккупировали Емтланд, а также продвинулись в норвежский Остердаль, где были остановлены.
Сехестед готовился начать продвижение собственной армии и армии под командованием Хенрика Бьелке в шведский Вермланд, но получил приказ выдвинуться на помощь датским войскам, атаковавшим Гётеборг. По прибытии Сехестеда король присоединился к своему флоту, посещал госпитали и своим боевым духом помог датчанам не допустить вторжения армии Торстенссона на датские острова.
На норвежском фронте Сехестед атаковал шведский город Венерсборг и разрушили его. Он также направил норвежские войска под командованием Георга фон Райхвайна через границу из Вингера и Эйдскуга в шведский Дальсланд.

## Развязка

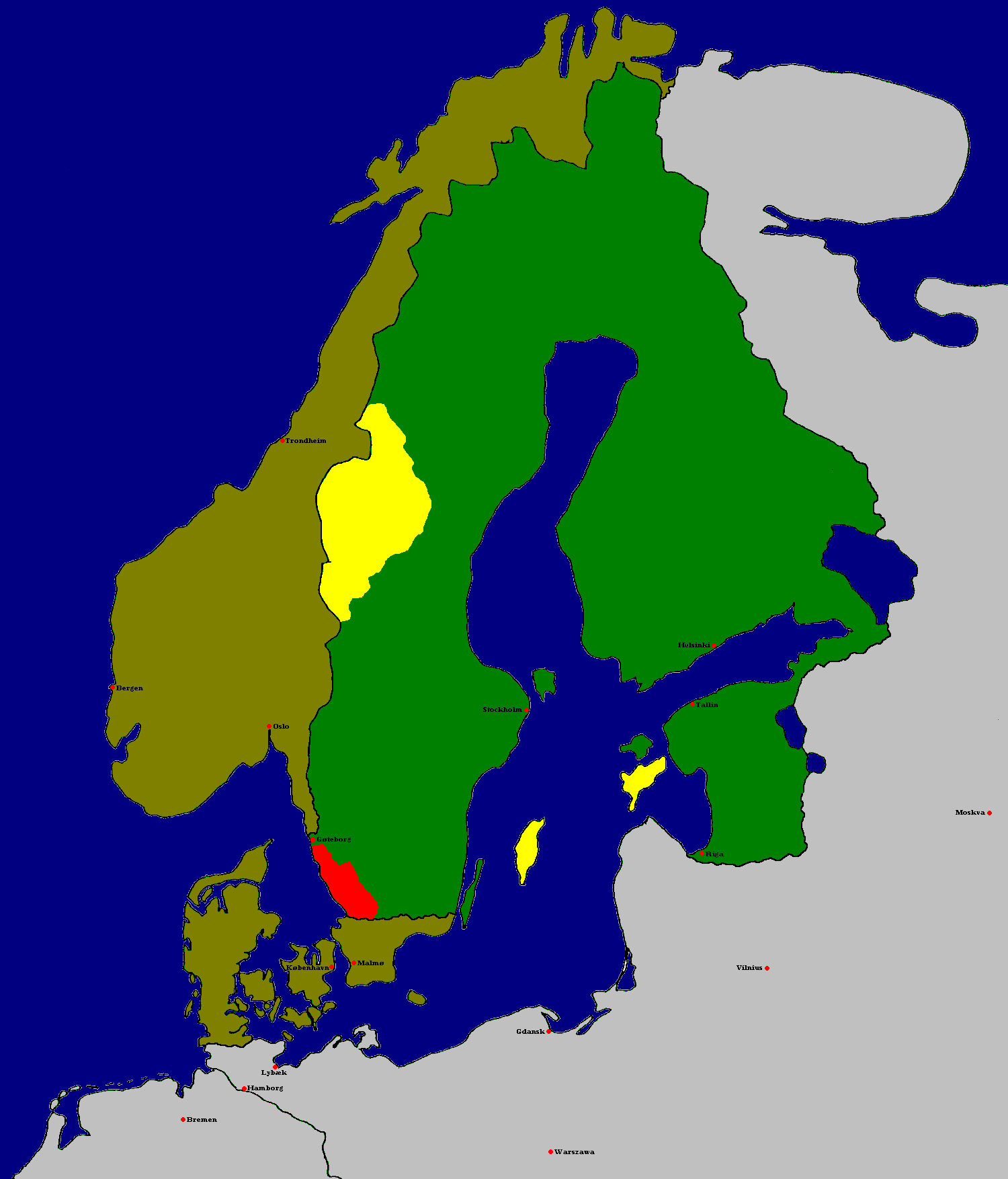
Брёмсебруский мир. Коричневым: Дания-Норвегия; зеленым: Швеция; желтым: области Емтланд, Харьедален, Идре и Серна, балтийские острова Готланд и Эзель, которые перешли к Швеции; красным: провинция Халланд, которую датчане уступили шведам на 30 лет

Датские королевские войска были настолько истощены, что Кристиан IV был вынужден принять посредничество Франции и Соединенных провинций в обсуждении условий мира и подписать Брёмсебруский мир 13 августа 1645 года, зафиксировавший унизительное поражение Дании-Норвегии. За счет своего неожиданного нападения на датчан шведы достигли очень многого. Они получили освобождение от зундской пошлины, взимавшейся за проход через датские воды в Балтийское море. Дания-Норвегия уступила Швеции норвежские провинции Емтланд, Херьедален, Идре и Серна и стратегически важные острова Готланд и Сааремаа (Эзель) в Балтийском море. Кроме того, Швеция заняла датскую провинцию Халланд, а также другие территории на ближайшие 30 лет в качестве гарантии условий мира.

## Долгосрочные последствия
Поражение Дании изменило исторический баланс сил в Балтийском море. Швеция, благодаря своей победе, теперь практически контролировала Прибалтику, имела неограниченный доступ к Северному морю и уже не находилась в окружении владений Дании-Норвегии.
Успешная неожиданная атака на датчан подтолкнула шведов к дальнейшему расширению своих владений, подготовив почву для непрекращающегося противостояния на Балтийском море в течение следующего столетия.